# Острів доктора Моро (фільм, 1977)
«Острів доктора Моро» (англ. «The Island of Dr. Moreau», 1977) — американський науково-фантастичний фільм режисера Дона Тейлора за твором Острів доктора Моро Герберта Веллса.

## У ролях
| Актор             | Роль               |
| ----------------- | ------------------ |
| Берт Ланкастер    | Доктор Моро        |
| Майкл Йорк        | Ендрю Браддок      |
| Найджел Девенпорт | Доктор Монтгомері  |
| Барбара Каррера   | Марія              |
| Ричард Байсенхард | Представник закону |
| Нік Крават        | М'Лінг             |
| Фуміо Демура      | Человік-гієна      |